# Paskosaari (ö i Södra Savolax, S:t Michel, lat 61,53, long 27,99)
Paskosaari är en ö i Finland. Den ligger i sjön Saimen och i kommunen Puumala i den ekonomiska regionen  S:t Michel och landskapet Södra Savolax, i den södra delen av landet, 220 km nordost om huvudstaden Helsingfors. Öns area är 5,9 hektar och dess största längd är 360 meter i sydöst-nordvästlig riktning.